# N435 (België)
De N435 is een gewestweg in België in tussen Lozer (N437) en Nederzwalm (N46). 
De weg heeft een lengte van ongeveer 10 kilometer. De gehele weg bestaat uit twee rijstroken voor beide rijrichtingen samen.

## Plaatsen langs de N435
- Lozer
- Ouwegem
- Zingem
- Nederzwalm